# 喬安·喬丹
喬安·喬丹·莫雷诺（1994年7月6日—）是一位西班牙足球運動員，場上司职中場，現效力于西甲球隊阿拉维斯（西維爾外借）。他出自西班牙人足球俱乐部的青训体系，并经由西班牙人B队进入一线队。他在西班牙人的出场次数不多，并经由一年租借在巴利亚多利德之后转会到了埃瓦尔队。2019年6月，他以1400万欧元的转会费加盟塞维利亚。